# Juan Bernat
Juan Bernat Velasco (Cullera, 1º marzo 1993) è un calciatore spagnolo, di ruolo difensore o centrocampista, svincolato.

## Biografia
Rispondendo a voci di mercato che dichiaravano l'interesse di alcuni club al suo cartellino, ha dichiarato di essere un tifoso del Valencia, prima ancora che fosse un suo giocatore.
Il suo idolo d'infanzia, che lo ha portato a scegliere il numero di maglia 14 nell'estate 2013, è l'ex centrocampista del Valencia Vicente.

## Caratteristiche tecniche
Mancino naturale, nasce come esterno sinistro di centrocampo con caratteristiche prevalentemente offensive, ma viene adattato come terzino sulla stessa fascia nella nazionale spagnola al mondiale Under-20 sotto la guida di Julen Lopetegui. Successivamente anche il Valencia inizia a impiegarlo come laterale di difesa.
Per le caratteristiche e l'arretramento del suo ruolo in campo, è stato paragonato a un altro prodotto delle giovanili Ché, Jordi Alba. In seguito al cambio di posizione ha dichiarato di essere un giocatore prevalentemente offensivo, ma dopo il mondiale Under-20 ha cominciato ad apprezzare anche il ruolo di terzino.

## Carriera

### Club

#### Valencia

##### Giovanili
Viene selezionato dal Valencia all'età di sette anni e percorre tutta la sua carriera nelle varie categorie della cantera dei blanquinegros. L'ultima stagione trascorsa nelle giovanili è quella 2010-2011, nel corso della quale, con la sua squadra, conquista il secondo posto nel gruppo VII della División de Honor, alle spalle del Villarreal. In questo periodo riceve le prime convocazioni con il Valencia Mestalla a 17 anni, contribuendo anche alla promozione ottenuta in Segunda División B.

##### Valencia Mestalla
L'annata seguente, a seguito di un buon pre-campionato disputato con la prima squadra, rinnova il contratto fino al 30 giugno 2015, inserendo una clausola rescissoria di 20 milioni di euro. Il 27 agosto 2011, anche a causa dell'addio di Mata nel mercato estivo che lascia un posto libero in prima squadra, Bernat, senza passare dal Valencia B, compare ufficialmente nel calcio professionistico, giocando i 46 minuti del primo tempo (recupero compreso) della partita vinta dal Valencia contro il Racing Santander per 4–3. Dopo aver incontrato difficoltà nel trovare un posto nella squadra maggiore, diviene un giocatore della rosa del team riserve. Con questo milita nella Segunda División B, collezionando 24 presenze e mettendo a segno 7 reti, la prima delle quali coincide con la prima tra i campionati gestiti dalla RFEF ed è quella di apertura del match Valencia-Ontinyent, poi vinta 3–1 dai padroni di casa.

##### Prima squadra
Con l'inizio del nuovo anno, grazie alle buone prestazioni ottenute nel Valencia Mestalla, ottiene altre convocazioni con la prima squadra apparendo altre sei volte in Liga, una in Coppa del Re, ed esordisce anche in competizioni europee: la prima comparsa in ambito internazionale è nella partita degli ottavi di Europa League contro lo Stoke City, mentre la seconda è contro il PSV, in cui subentra al posto del compagno di squadra Jonas al 71º minuto sul punteggio di 4–0.

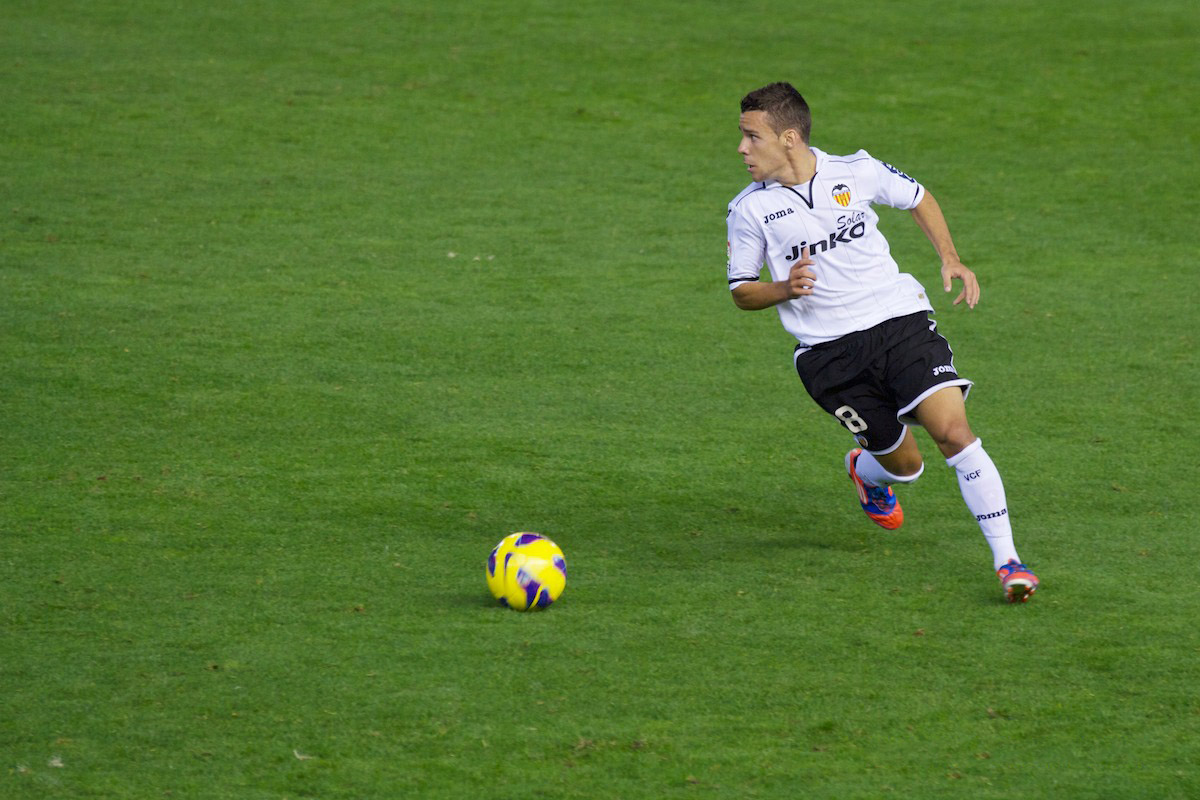
Juan Bernat contro l'Espanyol durante la 12ª giornata di Liga nel novembre 2012.

Nel 2012-2013, pur essendo ancora formalmente un giocatore della squadra B, viene aggregato definitivamente in prima squadra. L'esordio stagionale avviene contro il Deportivo La Coruña, e dopo vari match giocati non da titolare, è proprio con il team galiziano, al ritorno, che il canterano disputa un ottimo incontro entrando nel secondo tempo, servendo anche l'assist del pareggio provvisorio. Successivamente viene impiegato sporadicamente, raggiungendo così dodici presenze in campionato. È però in Coppa del Re che il canterano ottiene risultati importanti, siglando la prima rete tra i professionisti su un preciso assist di Banega.

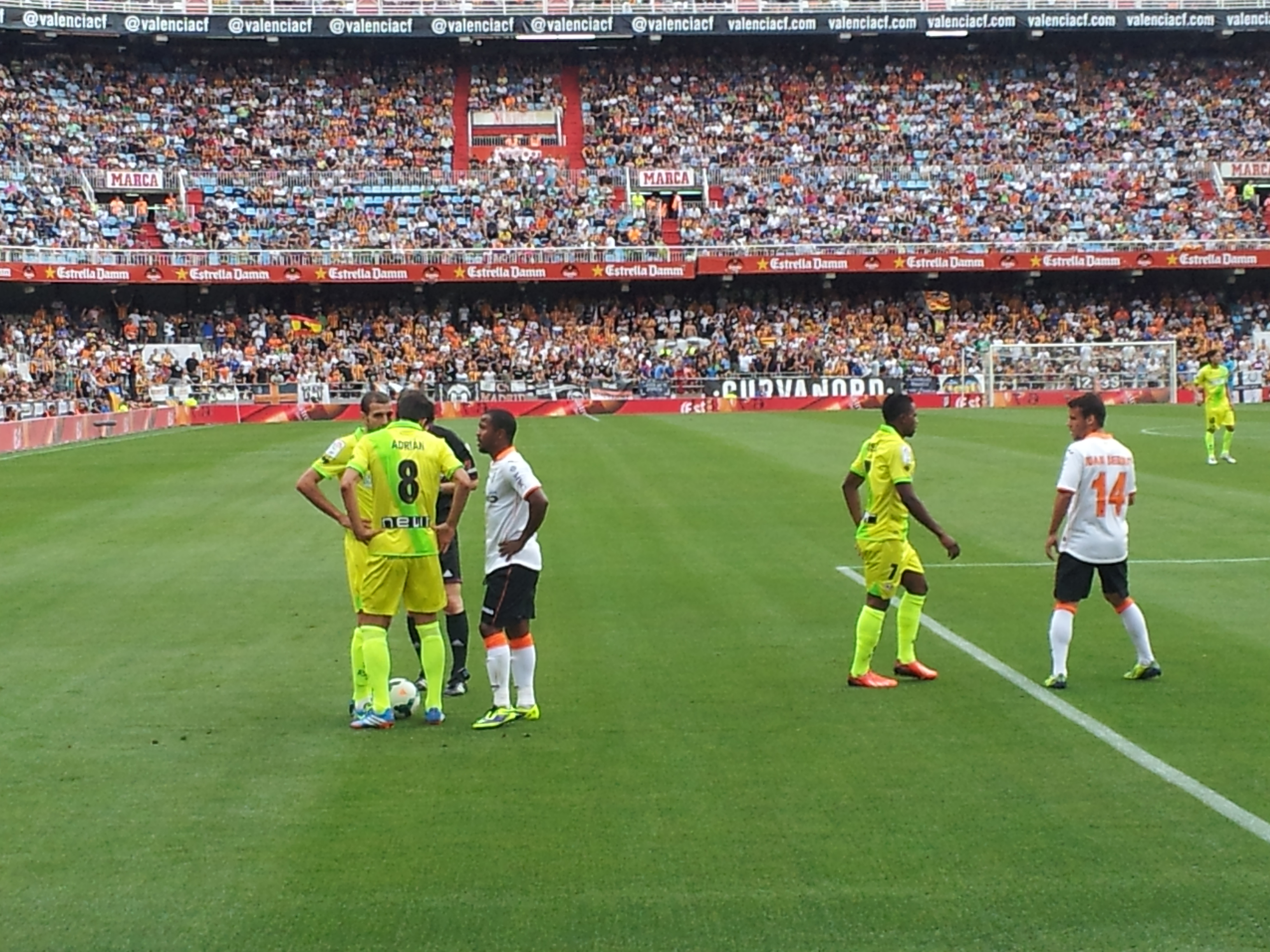
Bernat nell'attesa della battuta di un calcio di punizione.

In estate il Valencia si trova con un vuoto nel ruolo di terzino sinistro a causa della cessione di Aly Cissokho al Liverpool e lo spostamento al centro della difesa di Mathieu, per cui, grazie all'esperienza acquistata in quel ruolo ai mondiali Under-20, è Bernat che va a occupare la posizione di esterno in difesa. Frutto del cambio di ruolo e dell'impegno, conquista un posto da titolare nel club di appartenenza diventando anche una delle rivelazioni della prima parte di stagione.
Il 24 novembre 2013 arriva il primo gol in Liga per il momentaneo 1–1 contro l'Elche, risultato poi inutile per la sua squadra che ha subito un'altra rete nei minuti finali. Le buone prestazioni continuano in ogni caso a maturare, su tutte quella disputata nel match casalingo perso con il Real Madrid, in cui ha tenuto sotto pressione la difesa avversaria rendendosi molto utile sulla fascia. Il 2 febbraio 2014 il Valencia ottiene una vittoria contro il Barcellona, permettendo al proprio terzino di battere per la prima volta in carriera i blaugrana, così come hanno potuto anche i suoi tredici compagni scesi in campo durante la partita.
Al 118º minuto del ritorno del quarto di finale di Europa League contro il Basilea segna di sinistro il definitivo 5–0 degli spagnoli, che diventano così la prima squadra a rimontare una sconfitta di tre reti all'andata in tale competizione. L'esperienza europea si conclude il turno successivo contro il Siviglia: dopo una prestazione opaca nell'andata culminata col cambio all'intervallo, si riscatta nella vittoria casalinga con l'assist per il momentaneo 2–0, ma i gol in trasferta condannano il Valencia. Alla fine della stagione 2013-2014 il prodotto del vivaio risulta il calciatore della rosa più utilizzato con 49 presenze, nelle quali ha realizzato due gol e ricevuto cinque cartellini gialli, di cui uno a partita conclusa.

#### Bayern Monaco
Il 7 luglio 2014 si trasferisce a titolo definitivo ai tedeschi del Bayern Monaco con cui firma un quinquennale, per una cifra che si aggira intorno ai 10 milioni di euro. Il 22 agosto 2014 debutta in Bundesliga con la maglia del club bavarese, nella vittoria casalinga 2-1 sul Wolfsburg. Il 26 aprile 2015 vince il suo primo campionato tedesco con il Bayern, squadra con cui milita per quattro stagioni.

#### Paris Saint Germain
Il 31 agosto 2018 passa ai francesi del Paris Saint-Germain, firmando un contratto triennale. I campioni di Francia versano al Bayern Monaco un corrispettivo di 14 milioni. Esordisce in Ligue 1 il 14 settembre, giocando titolare nella larga vittoria (4-0) contro il Saint-Étienne. Il 6 novembre realizza il primo gol con i parigini nella gara di Champions League pareggiata (1-1) a Napoli. Nella medesima competizione realizza altre due reti, una nel successo (2-1) sul Liverpool e l'altra nella sconfitta (1-3) contro il Manchester Utd nel ritorno degli ottavi, partita quest'ultima che costa l'eliminazione ai francesi. Il 14 aprile 2019 sigla il suo primo gol in Ligue 1 nella trasferta sul campo del Lilla, non riuscendo a evitare una netta sconfitta (5-1) che costringe il PSG ad attendere sette giorni prima di festeggiare il suo ottavo titolo. Nella medesima gara rimedia anche la sua prima espulsione con i parigini.

#### Prestito al Benfica e Villarreal
Il 1º settembre 2023 viene ceduto in prestito al Benfica.
Il 30 agosto 2024 viene ceduto nuovamente in prestito, questa volta al Villarreal. Il 23 gennaio 2025 viene acquistato a titolo definitivo dal club spagnolo.

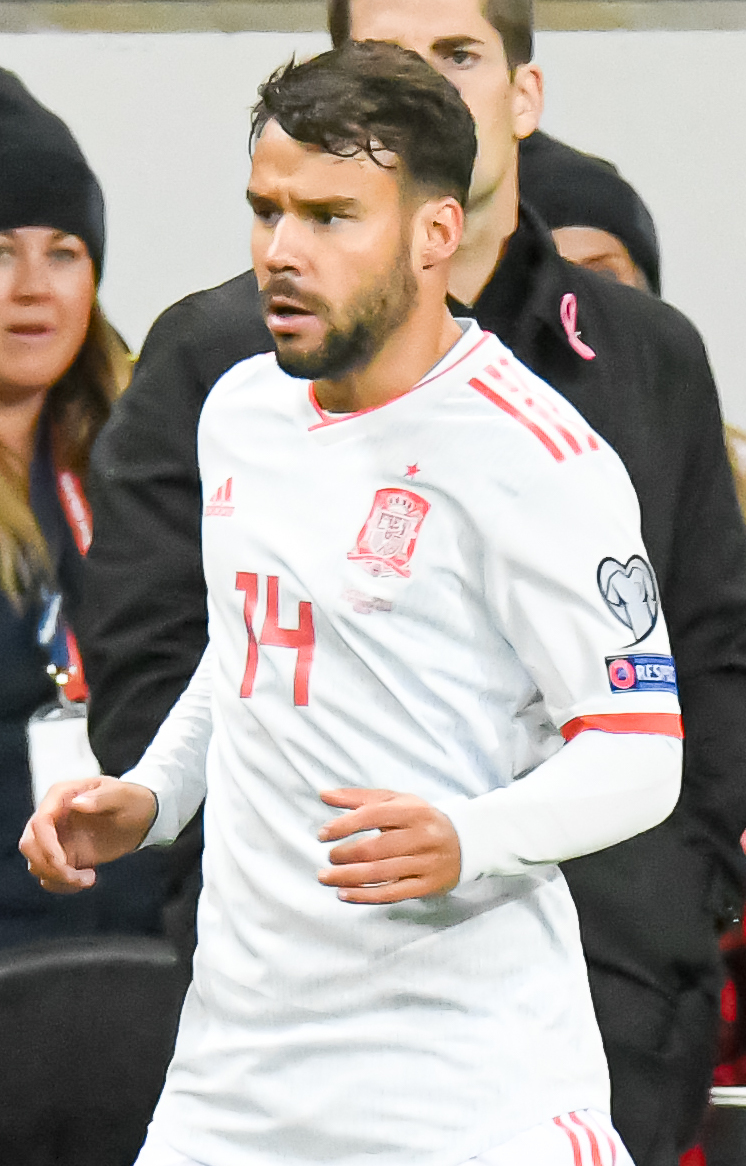
Bernat con la maglia della nel 2019.

### Nazionale
L'esordio in nazionale avviene nelle categorie minori con le maglie dell'Under-16 e dell'Under-17, con la quale mette a segno la prima marcatura al terzo minuto della partita valida per le qualificazioni all'europeo del 2010 contro i pari età della Polonia U-17. Successivamente partecipa agli europei di categoria nel 2010, segnando nella partita d'esordio al 24' la prima rete spagnola nella competizione, prima di essere sostituito nel secondo tempo. La Spagna arriva in finale, perdendo contro l'Inghilterra, nonostante un buon avvio di partita e il vantaggio di aver realizzato l'1–0. Bernat entra poco dopo il 70', sul punteggio già fissato sul definitivo 2–1 per gli inglesi.
Nell'estate 2012 contribuisce alla vittoria degli europei Under-19, nei quali gioca però solo tre partite, peraltro tutte da subentrato, e compare solo nei minuti di recupero di una finale dominata dalla Rojita. L'anno successivo gioca quattro partite, tutte da titolare, nei mondiali Under-20 in Turchia. Dopo aver affrontato Stati Uniti e Ghana con due vittorie che consentono alla Spagna la qualificazione agli ottavi, viene lasciato in panchina nell'ultima partita del girone contro la Francia, a seguito della scelta di Julen Lopetegui di fare turnover, a causa dei numerosi incontri abbastanza ravvicinati. L'eliminazione dal torneo avviene nei quarti per mano dell'Uruguay: al 103', dopo lo 0–0 dei tempi regolamentari, l'attaccante Felipe Avenatti, in un duello aereo con Bernat, sfrutta i 16 cm di differenza con lo spagnolo per colpire di testa e spedire la palla in rete, decidendo la gara. L'esperienza ha permesso al giocatore del Valencia di sviluppare il suo percorso di atleta con l'arretramento che il CT spagnolo ha apportato sul campo, confermando il nuovo ruolo di terzino.
Alcuni mesi più tardi ha fatto il suo esordio in Under-21, con cui ha giocato quattro partite delle qualificazioni agli Europei di categoria, tutte vinte, oltre a due amichevoli.
Il 12 ottobre 2014 esordisce in nazionale maggiore nel successo per 0-4 contro il Lussemburgo in cui ha realizzato un gol.

## Statistiche

### Presenze e reti nei club
Statistiche aggiornate al 18 maggio 2025
| Stagione                   | Squadra                    | Campionato                 | Campionato | Campionato | Coppe nazionali | Coppe nazionali | Coppe nazionali | Coppe continentali | Coppe continentali | Coppe continentali | Altre coppe | Altre coppe | Altre coppe | Totale | Totale |
| Stagione                   | Squadra                    | Comp                       | Pres       | Reti       | Comp            | Pres            | Reti            | Comp               | Pres               | Reti               | Comp        | Pres        | Reti        | Pres   | Reti   |
| -------------------------- | -------------------------- | -------------------------- | ---------- | ---------- | --------------- | --------------- | --------------- | ------------------ | ------------------ | ------------------ | ----------- | ----------- | ----------- | ------ | ------ |
| 2011-2012                  | Valencia Mestalla          | SDB                        | 24         | 7          | CR              | -               | -               |                    | -                  | -                  |             | -           | -           | 24     | 7      |
| 2011-2012                  | Valencia                   | PD                         | 7          | 0          | CR              | 1               | 0               | UEL                | 2                  | 0                  |             | -           | -           | 10     | 0      |
| 2012-2013                  | Valencia                   | PD                         | 12         | 0          | CR              | 3               | 1               | UCL                | 0                  | 0                  |             | -           | -           | 15     | 1      |
| 2013-2014                  | Valencia                   | PD                         | 32         | 1          | CR              | 4               | 0               | UEL                | 13                 | 1                  |             | -           | -           | 49     | 2      |
| Totale Valencia            | Totale Valencia            | Totale Valencia            | 51         | 1          |                 | 8               | 1               |                    | 15                 | 1                  |             | -           | -           | 74     | 3      |
| 2014-2015                  | Bayern Monaco              | BL                         | 31         | 1          | CG              | 5               | 0               | UCL                | 12                 | 0                  | SG          | 1           | 0           | 49     | 1      |
| 2015-2016                  | Bayern Monaco              | BL                         | 16         | 0          | CG              | 3               | 0               | UCL                | 8                  | 0                  | SG          | 0           | 0           | 27     | 0      |
| 2016-2017                  | Bayern Monaco              | BL                         | 18         | 2          | CG              | 3               | 0               | UCL                | 4                  | 2                  | SG          | 0           | 0           | 25     | 4      |
| 2017-2018                  | Bayern Monaco              | BL                         | 11         | 0          | CG              | 0               | 0               | UCL                | 1                  | 0                  | SG          | 0           | 0           | 12     | 0      |
| Totale Bayern Monaco       | Totale Bayern Monaco       | Totale Bayern Monaco       | 76         | 3          |                 | 11              | 0               |                    | 25                 | 2                  |             | 1           | 0           | 113    | 5      |
| 2018-2019                  | Paris Saint-Germain        | L1                         | 25         | 1          | CF+CdL          | 6+2             | 0               | UCL                | 8                  | 3                  | SF          | -           | -           | 41     | 4      |
| 2019-2020                  | Paris Saint-Germain        | L1                         | 18         | 0          | CF+CdL          | 2+1             | 0               | UCL                | 10                 | 2                  | SF          | 1           | 0           | 32     | 2      |
| 2020-2021                  | Paris Saint-Germain        | L1                         | 3          | 0          | CF              | 0               | 0               | UCL                | 0                  | 0                  | SF          | -           | -           | 3      | 0      |
| 2021-2022                  | Paris Saint-Germain        | L1                         | 15         | 0          | CF              | 1               | 0               | UCL                | 0                  | 0                  | SF          | -           | -           | 16     | 0      |
| 2022-2023                  | Paris Saint-Germain        | L1                         | 28         | 1          | CF              | 2               | 1               | UCL                | 5                  | 0                  | SF          | 1           | 0           | 36     | 2      |
| Totale Paris Saint-Germain | Totale Paris Saint-Germain | Totale Paris Saint-Germain | 89         | 2          |                 | 14              | 1               |                    | 23                 | 5                  |             | 2           | 0           | 128    | 8      |
| 2023-2024                  | Benfica                    | PL                         | 3          | 0          | CP+CdL          | 1+1             | 0+0             | UCL+UEL            | 2+0                | 0+0                | SP          | 0           | 0           | 7      | 0      |
| 2024-feb. 2025             | Villarreal                 | PD                         | 10         | 0          | CR              | 2               | 0               | -                  | -                  | -                  | -           | -           | -           | 12     | 0      |
| feb.-giu. 2025             | Getafe                     | PD                         | 14         | 0          | CR              | 1               | 0               | -                  | -                  | -                  | -           | -           | -           | 15     | 0      |
| Totale carriera            | Totale carriera            | Totale carriera            | 267        | 13         |                 | 38              | 2               |                    | 65                 | 8                  |             | 3           | 0           | 373    | 23     |

### Cronologia presenze e reti in nazionale
| Cronologia completa delle presenze e delle reti in nazionale ― Spagna | Cronologia completa delle presenze e delle reti in nazionale ― Spagna | Cronologia completa delle presenze e delle reti in nazionale ― Spagna | Cronologia completa delle presenze e delle reti in nazionale ― Spagna | Cronologia completa delle presenze e delle reti in nazionale ― Spagna | Cronologia completa delle presenze e delle reti in nazionale ― Spagna | Cronologia completa delle presenze e delle reti in nazionale ― Spagna | Cronologia completa delle presenze e delle reti in nazionale ― Spagna |
| Data                                                                  | Città                                                                 | In casa                                                               | Risultato                                                             | Ospiti                                                                | Competizione                                                          | Reti                                                                  | Note                                                                  |
| --------------------------------------------------------------------- | --------------------------------------------------------------------- | --------------------------------------------------------------------- | --------------------------------------------------------------------- | --------------------------------------------------------------------- | --------------------------------------------------------------------- | --------------------------------------------------------------------- | --------------------------------------------------------------------- |
| 12-10-2014                                                            | Lussemburgo                                                           | Lussemburgo                                                           | 0 – 4                                                                 | Spagna                                                                | Qual. Euro 2016                                                       | 1                                                                     | 70’                                                                   |
| 18-11-2014                                                            | Vigo                                                                  | Spagna                                                                | 0 – 1                                                                 | Germania                                                              | Amichevole                                                            | -                                                                     |                                                                       |
| 27-3-2015                                                             | Siviglia                                                              | Spagna                                                                | 1 – 0                                                                 | Ucraina                                                               | Qual. Euro 2016                                                       | -                                                                     | 78’                                                                   |
| 31-3-2015                                                             | Amsterdam                                                             | Paesi Bassi                                                           | 2 – 0                                                                 | Spagna                                                                | Amichevole                                                            | -                                                                     |                                                                       |
| 11-6-2015                                                             | León                                                                  | Spagna                                                                | 2 – 1                                                                 | Costa Rica                                                            | Amichevole                                                            | -                                                                     |                                                                       |
| 14-6-2015                                                             | Barysaŭ                                                               | Bielorussia                                                           | 0 – 1                                                                 | Spagna                                                                | Qual. Euro 2016                                                       | -                                                                     | 85’                                                                   |
| 8-9-2015                                                              | Skopje                                                                | Macedonia                                                             | 0 – 1                                                                 | Spagna                                                                | Qual. Euro 2016                                                       | -                                                                     |                                                                       |
| 26-3-2019                                                             | Ta' Qali                                                              | Malta                                                                 | 0 – 2                                                                 | Spagna                                                                | Qual. Euro 2020                                                       | -                                                                     | 56’                                                                   |
| 12-10-2019                                                            | Oslo                                                                  | Norvegia                                                              | 1 – 1                                                                 | Spagna                                                                | Qual. Euro 2020                                                       | -                                                                     | 88’                                                                   |
| 15-10-2019                                                            | Stoccolma                                                             | Svezia                                                                | 1 – 1                                                                 | Spagna                                                                | Qual. Euro 2020                                                       | -                                                                     |                                                                       |
| 15-11-2019                                                            | Cadice                                                                | Spagna                                                                | 7 – 0                                                                 | Malta                                                                 | Qual. Euro 2020                                                       | -                                                                     |                                                                       |
| Totale                                                                |                                                                       | Presenze                                                              | 11                                                                    |                                                                       | Reti                                                                  | 1                                                                     |                                                                       |

| Cronologia completa delle presenze e delle reti in nazionale ― Spagna under 21 | Cronologia completa delle presenze e delle reti in nazionale ― Spagna under 21 | Cronologia completa delle presenze e delle reti in nazionale ― Spagna under 21 | Cronologia completa delle presenze e delle reti in nazionale ― Spagna under 21 | Cronologia completa delle presenze e delle reti in nazionale ― Spagna under 21 | Cronologia completa delle presenze e delle reti in nazionale ― Spagna under 21 | Cronologia completa delle presenze e delle reti in nazionale ― Spagna under 21 | Cronologia completa delle presenze e delle reti in nazionale ― Spagna under 21 |
| Data                                                                           | Città                                                                          | In casa                                                                        | Risultato                                                                      | Ospiti                                                                         | Competizione                                                                   | Reti                                                                           | Note                                                                           |
| ------------------------------------------------------------------------------ | ------------------------------------------------------------------------------ | ------------------------------------------------------------------------------ | ------------------------------------------------------------------------------ | ------------------------------------------------------------------------------ | ------------------------------------------------------------------------------ | ------------------------------------------------------------------------------ | ------------------------------------------------------------------------------ |
| 5-2-2013                                                                       | Malines                                                                        | Belgio under 21                                                                | 1 – 1                                                                          | Spagna under 21                                                                | Amichevole                                                                     | -                                                                              | 68’                                                                            |
| 10-10-2013                                                                     | Murcia                                                                         | Spagna under 21                                                                | 3 – 2                                                                          | Bosnia ed Erzegovina under 21                                                  | Qual. Europeo Under-21 2015                                                    | -                                                                              |                                                                                |
| 14-10-2013                                                                     | Cartagena                                                                      | Spagna under 21                                                                | 1 – 0                                                                          | Ungheria under 21                                                              | Qual. Europeo Under-21 2015                                                    | -                                                                              |                                                                                |
| 14-11-2013                                                                     | Zenica                                                                         | Bosnia ed Erzegovina under 21                                                  | 1 – 6                                                                          | Spagna under 21                                                                | Qual. Europeo Under-21 2015                                                    | -                                                                              | 43’                                                                            |
| 18-11-2013                                                                     | Elbasan                                                                        | Albania under 21                                                               | 0 – 2                                                                          | Spagna under 21                                                                | Qual. Europeo Under-21 2015                                                    | -                                                                              |                                                                                |
| 4-3-2014                                                                       | Palencia                                                                       | Spagna under 21                                                                | 2 – 0                                                                          | Germania under 21                                                              | Amichevole                                                                     | -                                                                              | 24’                                                                            |
| Totale                                                                         |                                                                                | Presenze                                                                       | 6                                                                              |                                                                                | Reti                                                                           | 0                                                                              |                                                                                |

| Cronologia completa delle presenze e delle reti in nazionale ― Spagna under 20 | Cronologia completa delle presenze e delle reti in nazionale ― Spagna under 20 | Cronologia completa delle presenze e delle reti in nazionale ― Spagna under 20 | Cronologia completa delle presenze e delle reti in nazionale ― Spagna under 20 | Cronologia completa delle presenze e delle reti in nazionale ― Spagna under 20 | Cronologia completa delle presenze e delle reti in nazionale ― Spagna under 20 | Cronologia completa delle presenze e delle reti in nazionale ― Spagna under 20 | Cronologia completa delle presenze e delle reti in nazionale ― Spagna under 20 |
| Data                                                                           | Città                                                                          | In casa                                                                        | Risultato                                                                      | Ospiti                                                                         | Competizione                                                                   | Reti                                                                           | Note                                                                           |
| ------------------------------------------------------------------------------ | ------------------------------------------------------------------------------ | ------------------------------------------------------------------------------ | ------------------------------------------------------------------------------ | ------------------------------------------------------------------------------ | ------------------------------------------------------------------------------ | ------------------------------------------------------------------------------ | ------------------------------------------------------------------------------ |
| 14-5-2013                                                                      | Benidorm                                                                       | Spagna under 20                                                                | 3 – 1                                                                          | Paraguay under 20                                                              | Amichevole                                                                     | 1                                                                              |                                                                                |
| 12-6-2013                                                                      | Murcia                                                                         | Spagna under 20                                                                | 3 – 2                                                                          | Uzbekistan under 20                                                            | Trofeo Pinatar Arena                                                           | -                                                                              | 46’                                                                            |
| 14-6-2013                                                                      | Murcia                                                                         | Spagna under 20                                                                | 4 – 4                                                                          | Cile under 20                                                                  | Trofeo Pinatar Arena                                                           | -                                                                              | 69’                                                                            |
| 21-6-2013                                                                      | Istanbul                                                                       | Stati Uniti under 20                                                           | 1 – 4                                                                          | Spagna under 20                                                                | Mondiali Under-20 2013 - 1º turno                                              | -                                                                              |                                                                                |
| 24-6-2013                                                                      | Istanbul                                                                       | Spagna under 20                                                                | 1 – 0                                                                          | Ghana under 20                                                                 | Mondiali Under-20 2013 - 1º turno                                              | -                                                                              |                                                                                |
| 2-7-2013                                                                       | Istanbul                                                                       | Spagna under 20                                                                | 2 – 1                                                                          | Messico under 20                                                               | Mondiali Under-20 2013 - Ottavi di finale                                      | -                                                                              |                                                                                |
| 6-7-2013                                                                       | Bursa                                                                          | Uruguay under 20                                                               | 1 – 0 dts                                                                      | Spagna under 20                                                                | Mondiali Under-20 2013 - Quarti di finale                                      | -                                                                              |                                                                                |
| Totale                                                                         |                                                                                | Presenze                                                                       | 7                                                                              |                                                                                | Reti                                                                           | 1                                                                              |                                                                                |

## Palmarès

### Club
- Campionato tedesco: 4

Bayern Monaco: 2014-2015, 2015-2016, 2016-2017, 2017-2018
- Coppa di Germania: 1

Bayern Monaco: 2015-2016
- Supercoppa di Germania: 3

Bayern Monaco: 2016, 2017, 2018
- Campionato francese: 4

Paris Saint-Germain: 2018-2019, 2019-2020, 2021-2022, 2022-2023
- Coppa di Francia: 2

Paris Saint-Germain: 2019-2020, 2020-2021
- Supercoppa francese: 2

Paris Saint-Germain: 2019, 2022
- Coppa di Lega francese: 1

Paris Saint-Germain: 2019-2020

### Nazionale
- Campionato d'Europa Under-19: 1

2012